# Rhyncholimnochares kittatinniana
Rhyncholimnochares kittatinniana är en kvalsterart som först beskrevs av Carl von Linné 1758.  Rhyncholimnochares kittatinniana ingår i släktet Rhyncholimnochares och familjen Limnocharidae. Inga underarter finns listade i Catalogue of Life.